# Neoglyphidodon crossi
Neoglyphidodon crossi és una espècie de peix de la família dels pomacèntrids i de l'ordre dels perciformes.

## Morfologia
Els mascles poden assolir els 10 cm de longitud total.

## Distribució geogràfica
Es troba a Sulawesi i les Illes Moluques.